# 高石パーキングエリア
高石パーキングエリア（たかいしパーキングエリア）は、大阪府高石市にある阪神高速道路4号湾岸線のパーキングエリアである。北行きのみに設置されている。

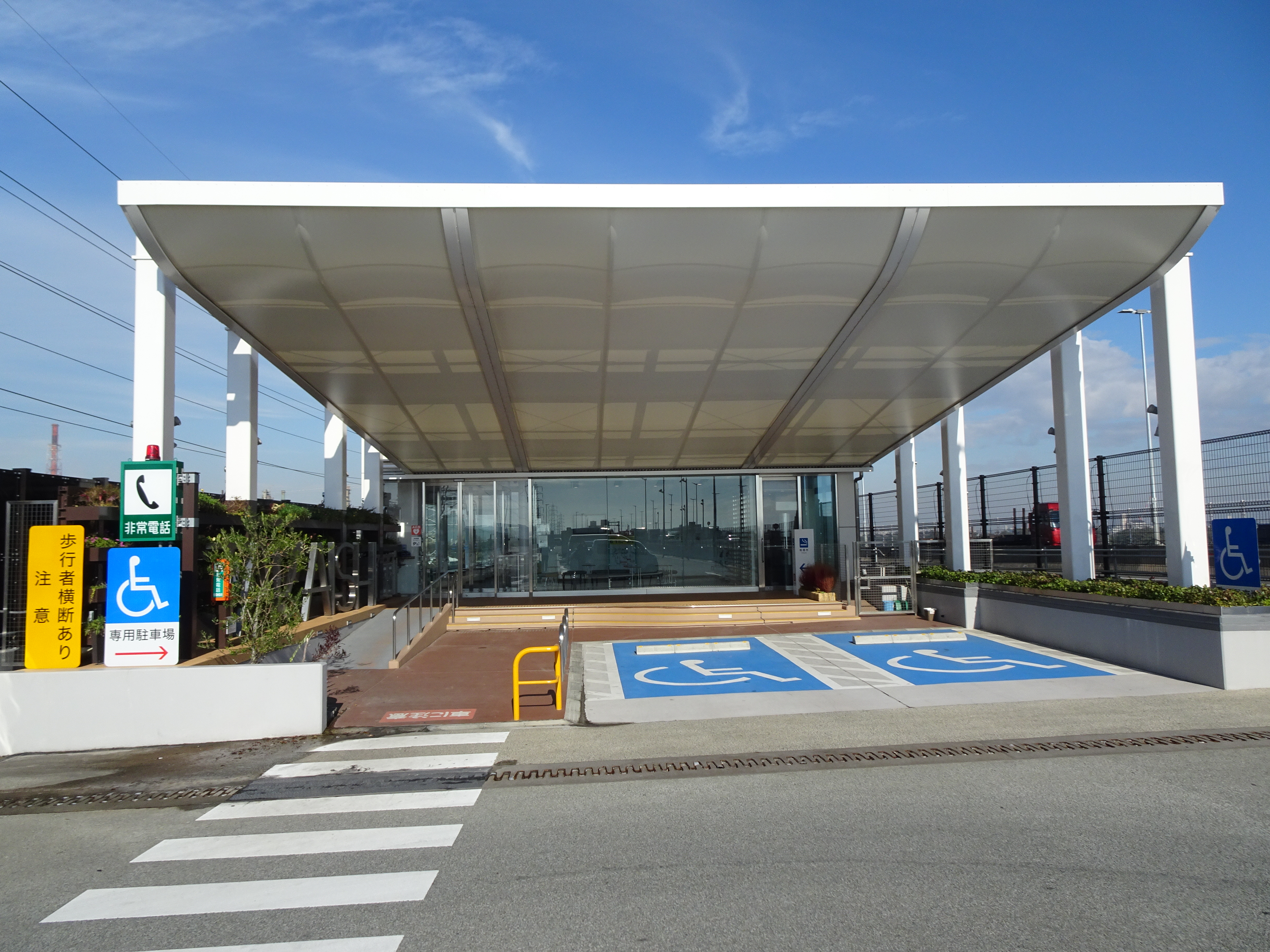
高石パーキングエリア

2021年（令和3年）3月30日、高石本線料金所跡地に供用開始された。

## 道路
- 阪神高速4号湾岸線

## 周辺
- 浜寺公園

## 施設
- 駐車場
  - 小型車 24台
  - 大型車 10台
  - 身障者用 2台
- トイレ
  - 男性
    - 小6基
    - 大2基(洋式2)

  - 女性
    - 6基(洋式6)

  - 身障者用 2基
- 無料休憩所
- ベビーベッド
- 自動販売機
- ETC利用履歴発行プリンター
- 道路交通情報ターミナル

## 歴史
- 2021年（令和3年）3月30日 : 供用開始[1]。

## 隣
阪神高速4号湾岸線
(4-09) 浜寺出入口 - 高石TB（廃止）/高石PA（北行のみ） - (4-10) 高石出入口